# Santa Maria Assumpta de les Borges del Camp
Santa Maria Assumpta de les Borges del Camp, o l'Assumpció de Maria, és l'església parroquial les Borges del Camp (Baix Camp). D'estil barroc, està protegida com a bé cultural d'interès local.

## Descripció

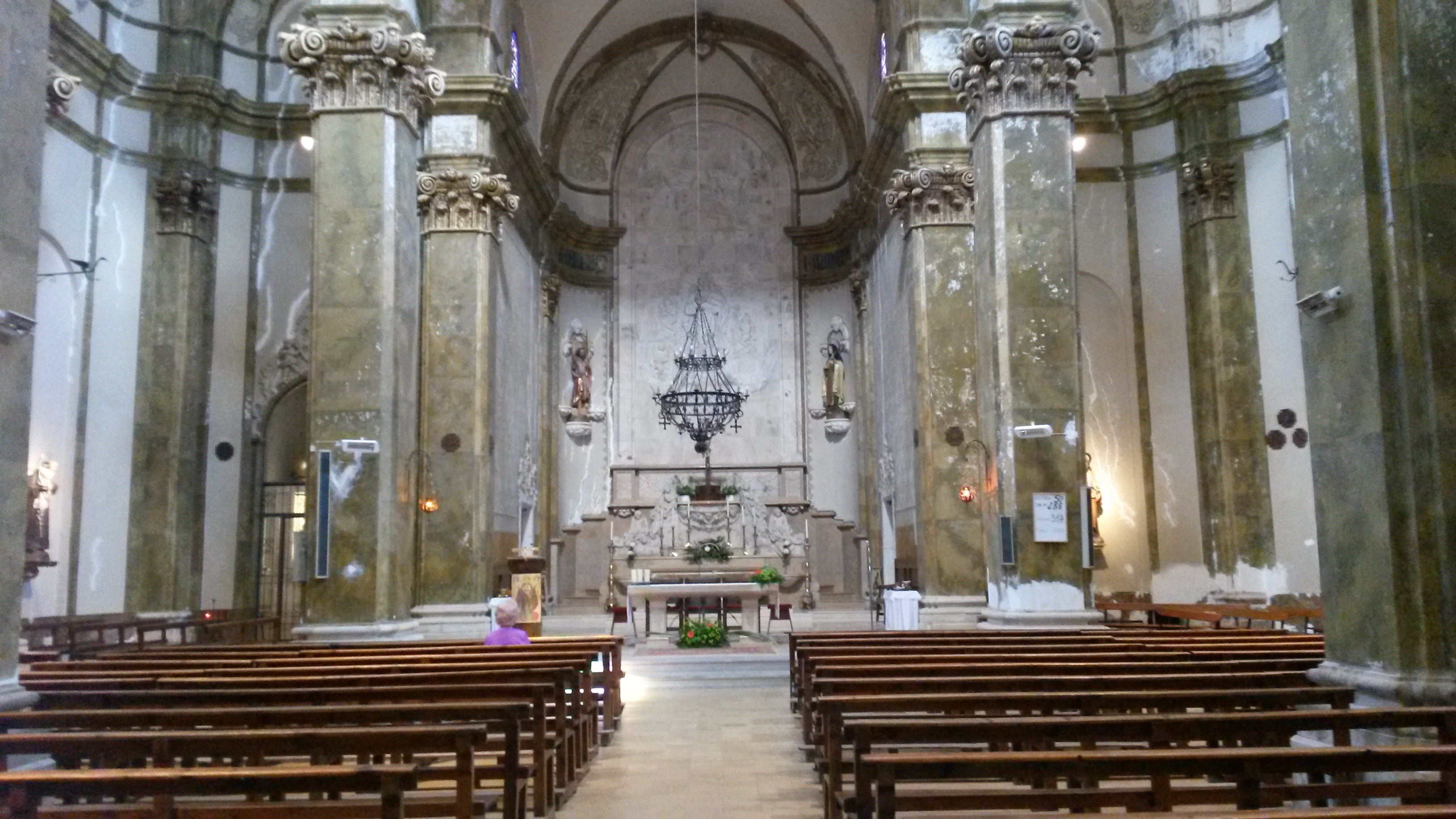
Interior de l'església

És un edifici barroc amb decoració d'esgrafiats a la façana, dibuixant carreus. El portal d'entrada presenta dues columnes decorades a la part baixa del fust i als capitells. Entre ambdues, a cada banda, un petit podi inserit en un nínxol sosté una escultura: representen sant Antoni Abat i sant Josep.
Sobre l'entaulament que sostenen les columnes, definit pels entrants i sortints que aquestes marquen des de la part baixa, s'obre un nínxol semicircular emmarcat per dues columnetes, a l'interior del qual hi ha una figura de Maria Assumpta. L'exterior és resseguit per decoracions de tipus vegetals. Aquest templet presenta als laterals dues volutes que es recolzen sobre l'entaulament inferior.
El coronament de l'església en façana és lobulat, presentant al lateral dret un campanar octogonal amb llanternó.
L'interior es distribueix en tres naus i creuer. Aquest està cobert amb una cúpula central, en la qual s'obren quatre finestres. És sustentada per quatre grans pilars exempts coronats amb capitells de tipus corinti, daurats.
Per la banda interior corona la cúpula una clau de volta representant un sol daurat, envoltat de puttis. A les petxines hi ha la representació dels quatre evangelistes.
La nau principal està coberta amb volta de canó amb llunetes. Les laterals estan cobertes per volta d'aresta amb els nervis resseguits en color daurat. Les capelles són poc fondes i abans de la guerra civil hi havia uns retaules preciosos i de gran valor artístic, actualment hi ha un sant a cada capella. El cor és de planta retallada.

## Història

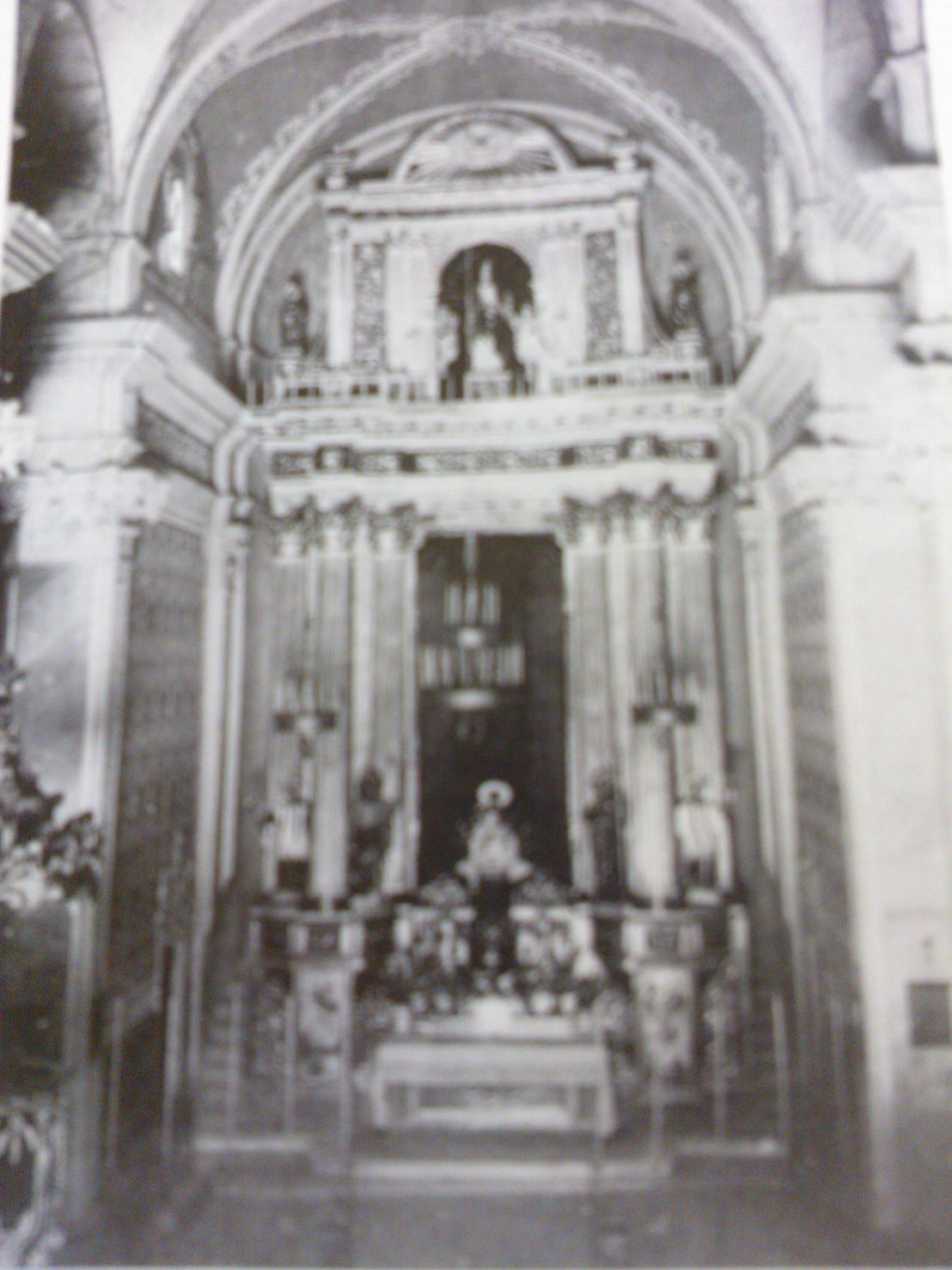
Retaule de l'Altar Major de l'església de les Borges del Camp cremat durant la Guerra Civil.

L'antic temple fou bastit el 1384 sobre el primitiu castell de la vila. L'actual església presenta una làpida en un angle amb la data 1777. Els croquis o plànols del nou temple van ser obra del doctor Valentí Reixach i l'obra ser duta a terme per mossèn Josep Bonet, fill de les Borges del Camp, entre 1773-1777. Les obres de construcció les va fer l'empresari reusenc Pere Joan Llagostera. Fou beneïda l'any 1985.
Les escultures de sant Antoni, sant Josep i Maria Assumpta foren destruïdes a la revolta del 1936, així com tots els objectes religiosos i els onze retaules de gran valor artístic que hi havia a l'interior i que eren:
- Altar Major, de la Mare de Déu Assumpta
- Altar del Santíssim Sagrament, a la capella fonda
- Altar de la Mare de Déu del Roser
- Altar de Sant Isidre
- Altar de Santa Rosa de Viterbo
- Altar de la Puríssima Concepció
- Altar de Sant Cristòfol màrtir
- Altar de Sant Josep
- Altar del Sagrat Cor de Jesús
- Altar de la Mare de Déu del Carme
- Altar del Natzarè

L'escultor Ramon Ferran i Pagès dissenyà en el seu taller de Reus les actuals imatges, un total de cinc: sant Anton, sant Josep, la Mare de Déu Assumpta i dos àngels.

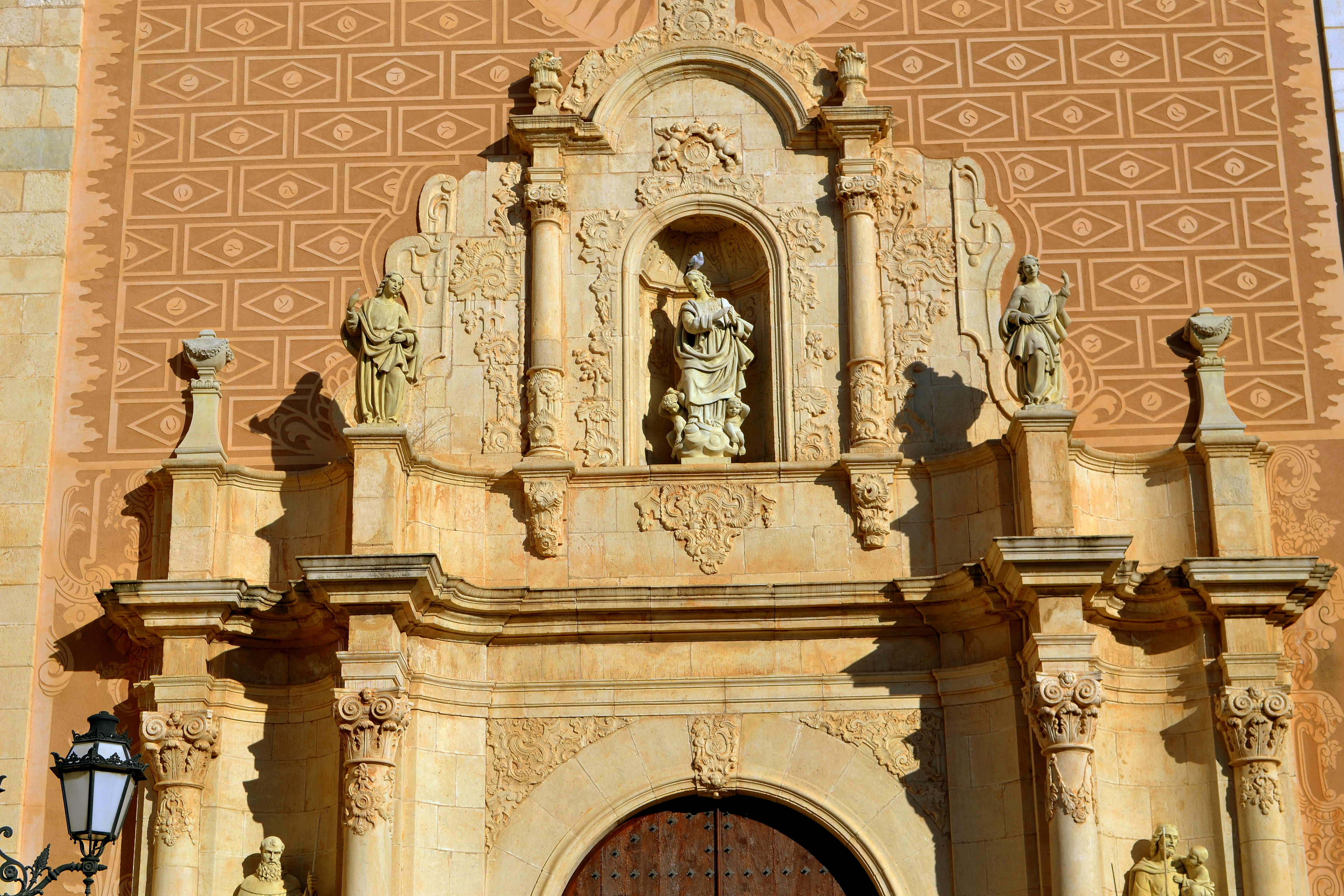
Detall de la façana

En la capella del Santíssim s'hi guarda la talla de la Mare de Déu de la Riera.